# 聖セシリア女子短期大学
聖セシリア女子短期大学（せいセシリアじょしたんきだいがく、英語: St.Cecilia Women's Junior College）は、神奈川県大和市林間2-6-11に本部を置いていた日本の私立大学である。1950年に設置され、2021年に廃止された。大学の略称はセシリア。

## 概観

### 大学全体
- 神奈川県大和市に所在した日本の私立短期大学で、設置主体は学校法人大和学園[注 1]。
- 国内で最初に認可された短期大学149校[注 2]の1校として、1950年に大和農芸家政短期大学として1学科体制で開学した[注 3]。
- 増設により3学科体制まで発展したが、1975年度以降は1学科体制で、保育者（幼稚園教諭・保育士）の養成を社会的な使命としていた。
- 2019年度の入学生を最後に[注釈 1]、2021年に短期大学としての使命を終える[6]。

### 建学の精神（校訓・理念・学是）

#### 建学の精神
- 聖セシリアの教育は、「カトリック精神に基づき、学ぶものも、教えるものも、「信じ、希望し、愛深く」を心の糧として、豊かな教養を身につけた女性の育成をめざします。神を識（し）り、人を愛し、奉仕する心をもって広く社会に貢献できる、知性を持った人間の育成が聖セシリアの建学の精神であり、社会的使命です」
- 教育目標
  - 本学は建学の精神に基づき、未来の担い手となる子どもの健やかな育ちに、使命感と責任感をもって尽力できる、確かな専門性と、他者と共に歩める豊かな人間性を身につけた保育者を育成する。この具現化に向け、以下に挙げる力の育成に努める。
    - 保育に必要な知識と技能を身につけ、子どもの立場に立って、その育ちを支えることができる力（保育実践力）
    - 保育をする中で、思いや考えを的確に生き生きと表現し、伝えることができる力（自己表現力）
    - 他者と共に行動する上で必要な態度や行動を身につけ、実行できる力（共生力）
    - 自己を高めるために、自ら学び続けることができる力（自己向上力）

### 学風および特色

#### 教育の特色
- - 伝統と校風から学ぶ教育
  - 個に向き合う教育
  - 実践から学ぶ教育
  - 出会いから学ぶ教育
- 学校法人大和学園では、幼稚園から短大までの全部署が一体となって行われる「青葉祭」（学園祭）が、毎年5月の最終日曜日に行われていた。短期大学が農芸専門学校当時から始まった「収穫祭」がそのもとであり、大和市内はもとより、周辺市町村から毎年多くの人々で賑わっている。
- キリスト教主義の大学であり、キリスト教的な人間観に基づく人間教育を基本としていた。『聖書』を通して、イエス・キリストとその思想を考察し、現代社会における人としてあり方を探求する「キリスト教学」が開講されているほか、クリスマスをはじめ、校名となっている聖セシリア記念日などの機会に、ミサが行われていた。
- 「音楽」「子どもの遊び」「体育」「造形」などの演習科目を中心に、少人数制による授業を展開していた。また、チューター制度（1年生対象）・クラスアドバイザー制度・学習支援室・学生相談室などを通じて、きめ細かなサポートが行われていた。

#### 教育方針
- 学位授与の方針（ディプロマ・ポリシー）
  - 建学の精神と教育目標をふまえた人間力と保育力の調和のとれた保育者を養成するために定めたカリキュラムを履修し、所定の課程を修了するに必要な単位を修得した者には卒業を認めるとともに、短期大学士（幼児教育学）の学位を授与した。
  - 教育課程編成・実施の方針（カリキュラム・ポリシー）
  - 本学がめざす人間力と保育力の調和のとれた保育者を養成するために、基礎教育科目と専門教育科目に分けて編成する。
  - 基礎教育科目は、カトリック精神を基礎とする人間性と、現代に生きる生活者として必要な教養を身につけられるよう編成する。
  - 専門教育科目は、2年間の学びの連続性を持たせ、専門的な知識と技能を積み重ね深められるよう編成する。
  - 実践力のある保育者を養成するために必要な科目を開設し、編成する。
  - 学生生活全般を通して、よき社会人＝保育者として生きていくうえで必要な力が育まれるよう教育プログラムを編成する。

### 教育および研究
- 聖セシリア女子短期大学は現在、保育者（幼稚園教諭・保育士）養成に力を入れており、併設の社会福祉法人モニカ会・モニカ保育園との協働による「保育方法論」が、特色ある授業の一つとして開講されていた。
- 基礎教育科目として次の授業が開講されていた。
  - 「キリスト教学」「日本国憲法」「スタディスキルズ」「英語コミュニケーション」「スポーツと健康」「コンピュータ演習」「日本の暮らしと文化」「暮らしの中の科学」「人間と社会」
- 専門教育科目として次の授業が開講されていた。
  - 「音楽」「体育」「造形」「国語」「保育者論」「教育原理」「発達心理学」「教育史」「社会福祉」「社会福祉援助技術」「児童福祉」「保育原理」「養護原理」「養護内容」「乳幼児心理学」「教育心理学」「小児保健」「小児保健実習」「小児栄養」「精神保健」「家族援助論」「カリキュラム論」「保育方法論」「保育内容総論」「保育内容（健康／人間関係／環境／言葉／表現）」「子どもの遊び」「乳児保育」「障害児保育」「児童文化」「児童の臨床（含 カウンセリング）」「保育・教職実践演習（幼稚園）」「在宅保育論」「教育実習」「保育実習」「保育研究ゼミナール」

## 沿革
- 1945年
  - 大和女子農芸専門学校として開校。
- 1949年
  - 10月 文部省[注釈 2]に短期大学[注 4]の設置認可に関する申請を行う[注 5]。なお、学科・専攻は以下の通りとなっている[注 6]。
    - 農芸家政学科 
      - 農芸専攻 入学定員20名
      - 家政専攻 入学定員20名
- 1950年
  - 3月14日 左記を以て短期大学の設置が文部省[注釈 2]より認可される[注 7]。
  - 4月1日 左記を以て大和農芸家政短期大学が以下の学科体制にて開学[注 8]。
    - 農芸家政学科 入学定員40名 
      - 農芸専攻 入学定員20名
      - 家政専攻 入学定員20名
- 1951年
  - 1月18日 学校法人が成立する[17]。
- 1954年
  - 5月1日 学生数[18]/定員
    - 農芸家政科 73[注釈 3]/80
- 1963年
  - 4月1日 以下の学科を増設する[19]。
    - 農芸栄養科 入学定員50名

  - 5月1日 学生数[20]/定員
    - 農芸家政科 72[注釈 3]/80
    - 農芸栄養科 40[注釈 3]/50
- 1964年
  - 5月1日 学生数[21]/定員
    - 農芸家政科 69[注釈 3]/80
    - 農芸栄養科 72[注釈 3]/100
- 1965年
  - 5月1日 学生数[22]/定員
    - 農芸家政科 71[注釈 3]/80
    - 農芸栄養科 75[注釈 3]/150
- 1967年
  - 4月1日 以下の学科を増設する[注 9]。
    - 保育科 入学定員40名[注 10]

  - 5月1日 学生数[27]/定員
    - 農芸家政科 42[注釈 3]/80
    - 農芸栄養科 30[注釈 3]/150
    - 保育科 15[注釈 3]/40
- 1968年
  - 5月1日 学生数[28]/定員
    - 農芸家政科 42[注釈 3]/80
    - 農芸栄養科 32[注釈 3]/150
    - 保育科 32[注釈 3]/80
- 1972年
  - 4月1日 以下の学科については、この年度で学生募集を最終とする[注 11]。
    - 農芸家政科[注釈 4]
    - 農芸栄養科[注釈 4]

  - 5月1日 学生数[32]/定員
    - 農芸家政科 15[注釈 3]/80
    - 農芸栄養科 17[注釈 3]/150
    - 保育科 19[注釈 3]/80
- 1973年
  - 4月1日 大和学園女子短期大学に改称し、かつ保育科を幼児教育学科に改称する[29]
  - 5月1日 学生数[33]/定員
    - 農芸家政科 15[注釈 3]/40
    - 農芸栄養科 17[注釈 3]/100
    - 幼児教育学科 19[注釈 3]/40
- 1982年
  - 4月1日 幼児教育学科の入学定員を40→100に増員[注 12]。
  - 5月1日 学生数[39]/定員
    - 幼児教育学科 194[注釈 3]/140
- 1983年
  - 5月1日 学生数[40]/定員
    - 幼児教育学科 201[注釈 3]/200
- 1984年
  - 4月1日 大和学園聖セシリア女子短期大学に改称[注 13]。
  - 5月1日 学生数[43]/定員
    - 幼児教育学科 225[注釈 3]/200
- 1985年
  - 5月1日 学生数[44]/定員
    - 幼児教育学科 234[注釈 3]/200
- 1986年
  - 5月1日 学生数[45]/定員
    - 幼児教育学科 269[注釈 3]/200
- 1987年
  - 5月1日 学生数[46]/定員
    - 幼児教育学科 289[注釈 3]/200
- 1992年
  - 5月1日 学生数[注 14]/定員
    - 幼児教育学科 261[注釈 3]/200
- 1999年
  - 5月1日 学生数[49]/定員
    - 幼児教育学科 249[注釈 3]/200
- 2005年
  - 4月1日 聖セシリア女子短期大学に改称[注 15]。
- 2009年
  - 学園創立80周年を迎える。
- 2019年
  - 4月1日 この年度で短期大学としての学生募集を最終とする[注釈 1]。
- 2021年
  - 9月8日 左記をもって正式に廃止となる[6]。

## 基礎データ

### 所在地
- キャンパス（〒242-0003 神奈川県大和市林間2-6-11）
- 法人本部（〒242-0006 神奈川県大和市南林間3-10-1）

### 交通アクセス
- 小田急江ノ島線南林間駅（東口）下車、徒歩約5分。
- 東急田園都市線中央林間駅下車、徒歩約10分。

### 象徴

#### 校名と校章

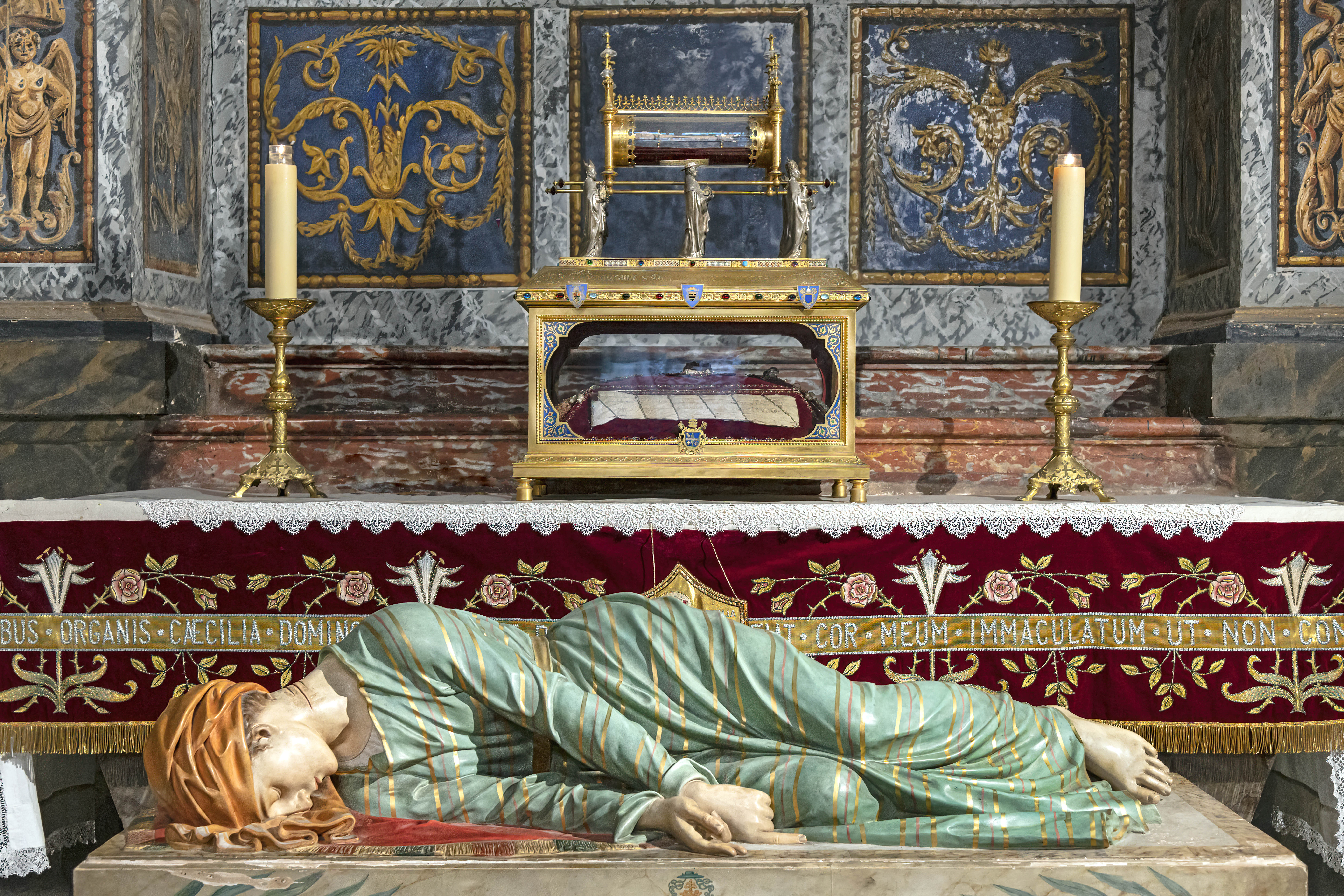
聖セシリア

- 聖セシリア校名になっている聖セシリアは、ローマ初代教会の最も有名な殉教者の一人として広く親しまれている。ローマの貴族の出身であり、伝説的な受難記によれば、教皇ウルバヌス1世のもとで夫とその弟をキリスト教への改宗に導いた。当時のローマはキリスト教徒への激しい迫害の時代であり、夫とその弟は殉教し、彼女自身もローマ市軍団長により、若い生命を絶たれ殉教したと伝えられている。若く清らかな美しさを、その面影に遺す聖セシリアはまた、調和のとれた人柄から「音楽の聖人」としても知られている。
- 校章の盾の形はカトリック精神を表している。左下から中央にかけて上昇する三本のラインは、学園のモットーである“信じ、希望し、愛深く”の教えを表している。ほか右記資料も参照のこと[注 16]。

## 教育および研究

### 組織

#### 最終募集時にあった学科
- 幼児教育学科 入学定員100名[注 17]

##### それ以前にあった学科
- 農芸栄養科[注 18]入学定員50名[注釈 5]
  - 中学校教諭二級免許（保健）・栄養士資格取得課程が設置されていた[注 19]
- 農芸家政科 入学定員40名[注釈 5]
  - 中学校教諭二級免許（家庭）が設置されていた[注 20]

#### 専攻科
- なし

#### 別科
- なし

##### 取得できる免許・資格等について[63]
国家資格
- 保育士資格が取得できた。

教職課程
- 幼稚園教諭二種免許状が取得できた[注 21]。

学位
- 短期大学士（幼児教育学）

その他
- 公益社団法人全国保育サービス協会「認定ベビーシッター資格」が取得できた。（保育士資格取得者が対象）
- なお保育士資格の取得に伴い、社会福祉主事任用資格も与えられるが、必要な科目の単位修得証明により、地方公共団体で社会福祉主事としての職務に就く際に効力を持つものであり、資格証明書を伴うものではない。

## 学生生活

### 部活動・クラブ活動・サークル活動
- 聖セシリア女子短期大学のクラブ活動
  - 体育系：テニス バドミントン バスケットボール バレーボール ダンス
  - 文化系：聖歌隊 人形劇 手話 バンド
  - この他、学生の希望により各種同好会の設置が認められた。
  - 聖歌隊は、カトリックのミッションスクールならではの活動であり、入学式や卒業式のミサ、聖母月（5月）、クリスマスの集いなどの学内活動のほか、地域のカトリック教会との交流、YMCAが主催する市民クリスマスなどにも参加していた。

### 学園祭
- 例年、原則として10月の第四土・日曜日2日間にわたって開催される「保育フェスティバル」（大学祭）があり、地域の親子連れで賑わった。

## 大学関係者と組織

### 大学関係者一覧

#### 大学関係者
- 伊東静江（いとう しずえ）：初代理事長・学長
- 伊東千鶴子（いとう ちづこ）：第2代理事長・学長
- 伊東公子（いとう きみこ）：第3代理事長
- 渡辺勝之（わたなべ かつゆき）：第3代学長
- 伊東公子（いとう きみこ）：第4代学長

#### 出身者
- やしろ優 - ものまねタレント[65]

## 施設

### キャンパス
- キャンパス内には、1号館、2号館、3号館、セシリアホール（体育館）、総合グラウンド、テニスコート、クラブハウスなどがあった。

主な施設
- 保育実技室
リトミックや子どもの遊びなどを学ぶ、フロアリング仕上の教室
- 大教室
200人までの学生が講義を受けることのできる教室。講演会や保育研究発表会などの会場としても使用された。
- セシリアラウンジ
学生のランチルーム・休憩のためのラウンジであり、パーティー会場にも使用された。
- 乳児保育演習室
乳幼児用浴槽・ベッドなどがあり、沐浴やおむつ替えの練習ができた。
- 幼児保育演習室
幼稚園・保育所の一室を再現した教室。保育方法論の授業を中心に使用された。
- 造形教室
造形による表現、幼稚園や保育所で必要となる制作活動の授業などに使用された。
- 小児栄養演習室
離乳食や行事食を中心とした調理実習に使用された。
- コンピュータ演習室
幼稚園教員免許状取得に必要なコンピュータ演習の授業が行われるほか、情報検索やレポート作成などのために学生が自由に利用できた。
- ピアノレッスンルーム
7部屋全てにピアノが2台ずつ配備され、授業以外でも学生が自由に練習できた。1号館3階に3部屋ある音楽科専任教員研究室と合わせ、10部屋で少人数でのピアノレッスンが可能となっていた。
- 図書室・図書閲覧室
専門書はもちろん、特に保育の学習に必要な絵本、大型絵本、紙芝居、エプロンシアターなども整っていた。DVDの貸出しもあり、閲覧室で視聴も可能であった。
- 学習支援室
学生の学習を支援するために専任教員が在室し、学習に関する助言、関係教科の教員との連絡などによる支援を実施していた。
- 学生相談室
専門のカウンセラー（臨床心理士）が、学生の様々な相談に対応していた。
- 就職指導室
専任職員が在室し、就職に関する情報を集約し、学生の就職相談に随時対応していた。
- 実習指導室
専任の教員が在室し、教育実習・保育実習の実習先との連絡、学生への配当、実習に関する相談に対応していた。
- 学生ロッカールーム
在学中、個人用ロッカーが貸与され、学生が決める暗証番号によって管理していた。
- ボランティアルーム
ボランティアスタッフの活動拠点。ボランティアに関する情報紙の発行を中心として、様々な情報発信を行っていた。
- 学園聖堂
静かな祈りの場であり、カトリック・キリスト教の精神を基礎とする学園全体の心の拠り所となっていた。

## 対外関係

### 系列校
- 聖セシリア女子中学校・高等学校
- 聖セシリア小学校
- 聖セシリア幼稚園
- 聖セシリア喜多見幼稚園
- 短期大学と同じ敷地内に隣接する、社会福祉法人モニカ会・モニカ保育園も関連機関として位置づけられている。

## 社会との関わり
- 近隣地域の幼稚園や保育園、児童館、その他の福祉施設などを訪問し、幼児・小学生、障がい者や高齢者などを対象とした学生による自主的なボランティア活動が行われていた。人形劇や手話の上演、保育・学級ボランティア、夏休みのキャンプリーダーなど多種多彩であった。
- 学内には教員・学生スタッフによるボランティアルームが設けられ、機関紙の発行による情報提供などを通じて、学生へのボランティア活動支援が行われていた。2002年には、こうした活動が評価され、世界的な奉仕団体である『国際ソロプチミスト』より認証を受けた。
- 毎年、神奈川県大和市で開催されている「大和市民祭」の進行アシスタント役を務めていた。また、2011年3月1日に、最寄駅である小田急江ノ島線「南林間」駅前に開店した、「パン工房 麦の香り」（障がい者の自立支援のためのショップ）の商品開発、ロゴマークのデザインなどに協力するなど、近隣地域に対する社会貢献活動にも取り組んでいた。

## その他
- ガラスを多用した現代デザインの短期大学1号館（現存せず）と門前の松の木は、生垣と共に新しい景観の魅力を創り出しているとして、第10回（2002年度）大和市街づくり賞[事例部門]＜まちのアクセサリー賞＞を受賞している[66]。

## 卒業後の進路

### 就職
- 幼児教育学科：ほぼ100%が、取得した免許・資格を活かした職に就いている。最新のデータでは保育所への就職者が多い傾向が見られる。次いで幼稚園となっており、概ね神奈川県や東京都を中心に首都圏が殆どである。また、保育士資格を活かした保育所以外の児童福祉施設（乳児院や児童養護施設など）や一般企業への就職者もいるほか、四年制大学への指定校推薦による三年次への編入学や、専攻科への進学も見られる。

### 四年制大学への3年次への編入学（指定校推薦枠が与えられていた大学）
- 京都ノートルダム女子大学・聖徳大学・東洋英和女学院大学・埼玉学園大学・太成学院大学・松蔭大学・静岡英和学院大学・日本ウェルネススポーツ大学・目白大学・駒沢女子大学・十文字学園女子大学 他

## 公式サイト
- 聖セシリア短期大学

### 関連サイト
- 学校法人大和学園聖セシリア